# Оппольцер, Иоганн фон
Иоганн фон Оппольцер (нем. Johann von Oppolzer; 4 августа 1808, Грацен (ныне Нове-Гради, Чехия) — 16 апреля 1871, Вена) — австрийский врач-клинист, преподаватель, научный писатель. Считается одним из основателей так называемой Венской медицинской школы.

## Биография
Родился 4 августа 1808 года в Грацене. В раннем возрасте потерял родителей и, чтобы иметь возможность окончить гимназию и затем получить медицинское образование в Пражском университете, работал частным репетитором. В 1835 году получил степень доктора медицины.
До 1839 года работал ассистентом частного врача, педагога и учёного Юлиуса Винценца Кромбольца, а после этого открыл собственную практику. В скором времени стал считаться одним из лучших в Праге врачей, с 1841 года преподавал в Пражском университете и после отставки Кромбольца возглавил университетскую больницу.
В 1848 году уехал в Германию, став преподавателем в Лейпцигском университете, одновременно возглавив там университетскую больницу. В 1850 году вернулся в Австрию, получив место в Венском университете и первоначально вступив в конфликт с некоторыми местными учёными, придерживавшимися симптоматического направления (сам он был приверженцем физиологической медицины, считая, что главной задачей является излечение болезни, а не её научное исследование), но в скором времени стал одним из самых популярных преподавателей. В Венском университете начал заниматься исследованиями бальнеологии и электромедицины.
В 1858 году был избран членом Леопольдины.
В 1860/1861 учебном году был ректором Венского университета.
В числе его учеников были: Мориц Бенедикт, Йозеф Брейер, Иоганн Шницлер и Вильгельм Винтерниц.
Скончался 16 апреля 1871 года от тифа во время бушевавшей в Вене эпидемии. Похоронен на Центральном кладбище.
Был одним из наиболее известных клинистов своего времени, его учениками в клинике было многие впоследствии известные врачи со всех стран Европы. Был известен своим гуманным и внимательным отношением к любым больным, в том числе неимущим, осуждал терапевтический нигилизм и выступал за использование максимально простых средств лечения. Из научных трудов написал лишь диссертацию, но напечатал в различных медицинских журналах ряд статей. Его учениками опубликовано множество отдельных его лекций и казуистических сообщений из его клиники. Его зять и ассистент, профессор Стоффела (нем. Emil Stoffella), выпустил в свет его лекции по частной патологии и терапии в 3-х частях, переведённые почти на все европейские языки, в том числе и на русский.
В 1854 году он купил дом, ранее принадлежавший Каролине Пихлер (Альсерштрассе, 25 — в 8-м районе Вены Йозефштадт), где его сын затем построил частную астрономическую обсерваторию.

## Семья
Был женат на дочери химика Адольфа Плейшла. Их сын, астроном Теодор Оппольцер (1841—1886).